# Kościół Sankt Marie w Sønderborgu
Kościół Sankt Marie (duń. Sankt Marie Kirke) – protestancka świątynia parafialna znajdująca się w duńskim mieście Sønderborg.

## Historia
Pierwsza wzmianka o kościele pochodzi z 1307 roku. Nie był on wtedy kościołem parafialnym, lecz szpitalnym i nosił wezwanie św. Jerzego. Świątynię rozbudowano do obecnych rozmiarów w latach 1596–1600. Wieżę kościelną wzniesiono w 1883, oryginalnie przy hełmie znajdowały się cztery, mniejsze wieżyczki na każdym z rogów. W 1957 nadano mu obecną patronkę, św. Marię. W latach 60. kościół został wyremontowany – zamurowano część okien, przebudowano organy, wymieniono ławki oraz przebudowano wieżę, usuwając z niej wieżyczki przy hełmie. W latach 1995–1996 wyremontowano próchniejącą więźbę dachową, a w 2011 ponownie wybito dwa okna i zainstalowano w nich witraże autorstwa Pera Kirkeby’ego.

## Wyposażenie
Wnętrze kościoła zdobi ambona z 1599 roku oraz ołtarz główny z 1618, wykonane przez Nielsa Tagesena. We wnętrzu znajduje się również krucyfiks z  XVI wieku i XVII-wieczna chrzcielnica.
Nad zachodnim wejściem znajdują się 39-głosowe organy z 1962, wykonane przez przedsiębiorstwo Marcussen & Søn.
Na wieży kościoła zawieszone są 24 dzwony karylionowe, odlane w 1991 przez holenderską ludwisarnię Petit & Fritsen.

## Galeria

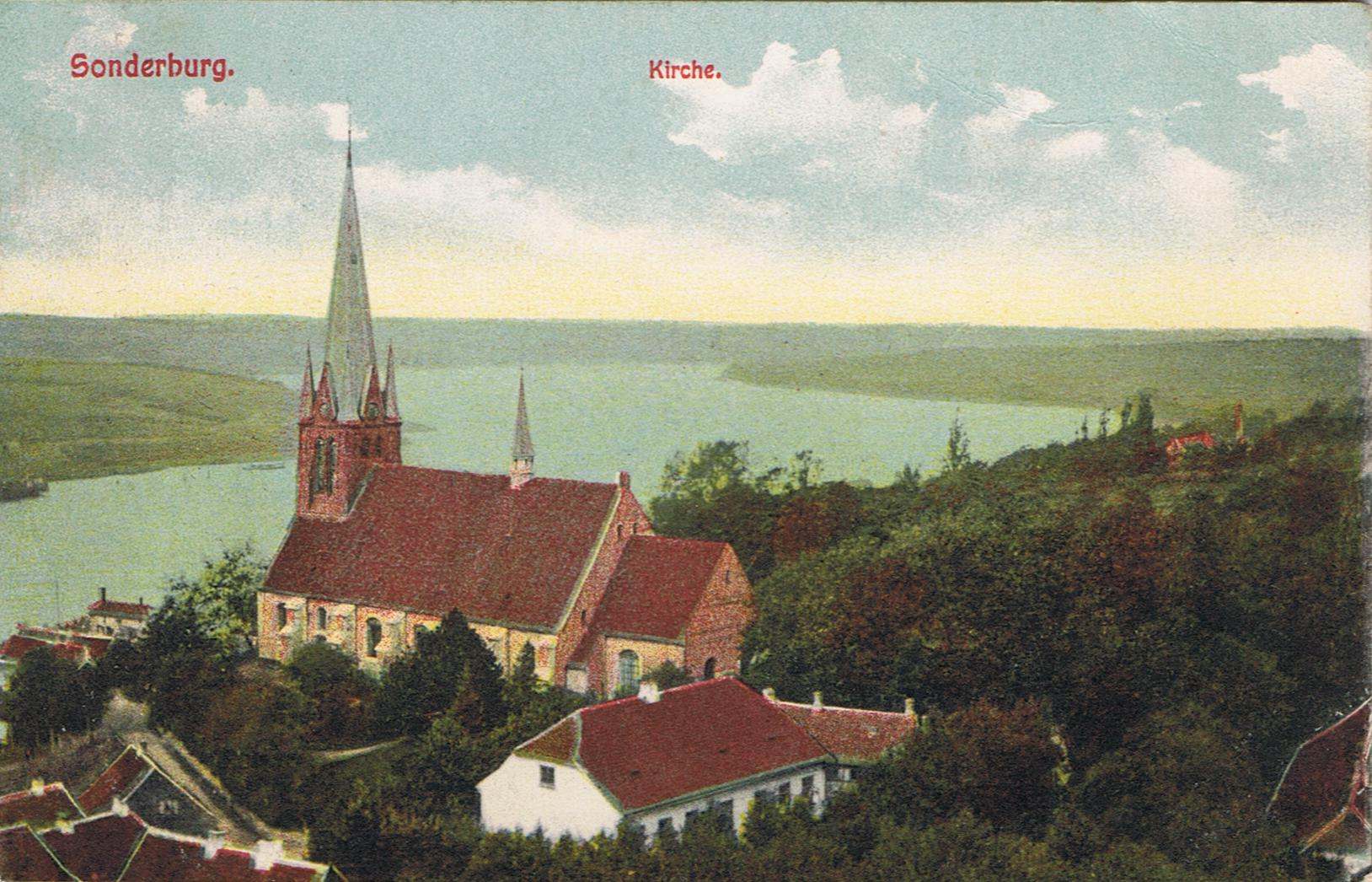
Kościół na pocztówce z 1912, widoczna wieża przed przebudową
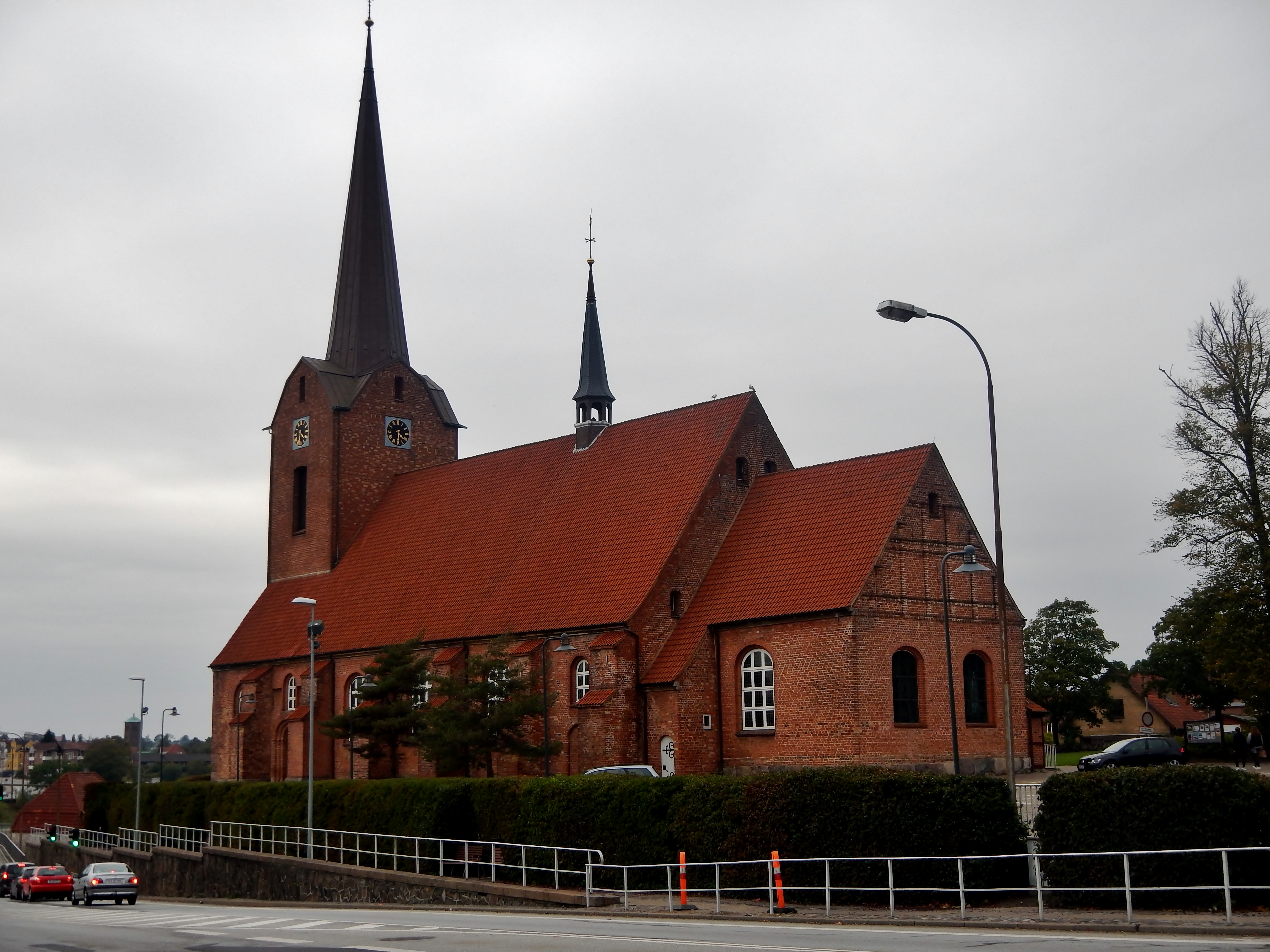
Widok ze wschodu
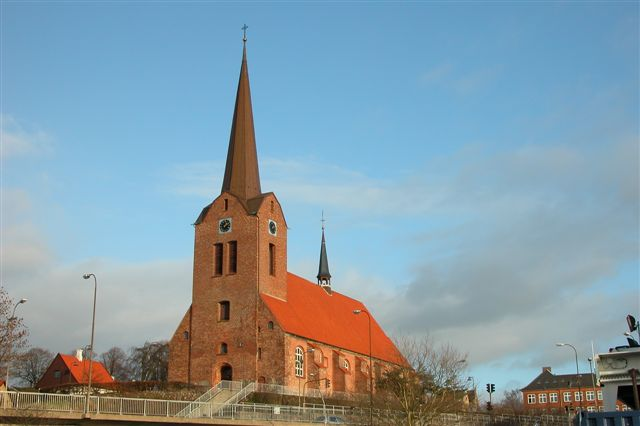
Widok z południowego zachodu
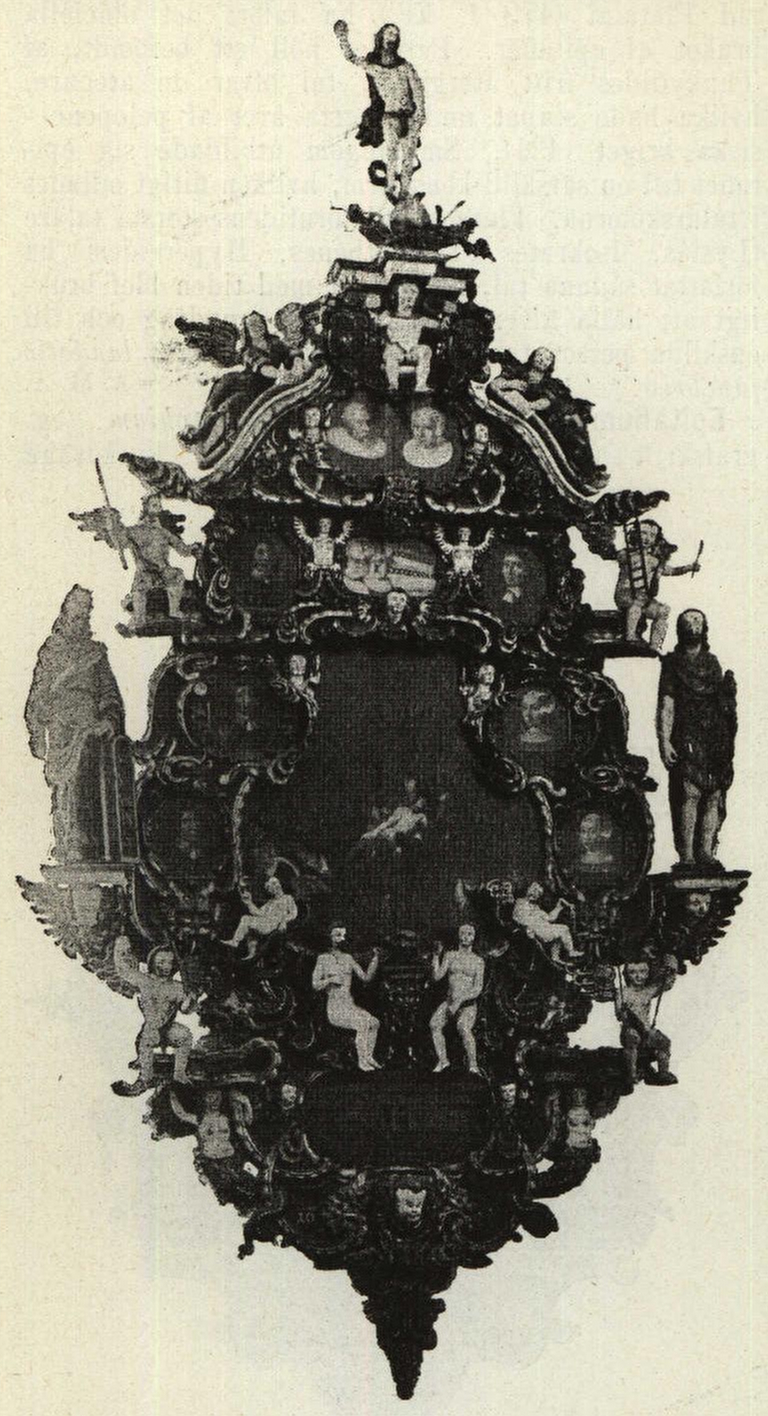
Epitafium na rycinie z 1907